# Kaliska
Kaliska (Dreidorf in tedesco) è un comune rurale polacco del distretto di Starogard, nel voivodato della Pomerania.
Ricopre una superficie di 110,36 km² e nel 2004 contava 5 089 abitanti.